# Rudiano
Rudiano (lombardul: Rüdià) település Olaszországban, Lombardia régióban, Brescia megyében. Lakosainak száma 5899 fő (2023. január 1.). Rudiano Chiari, Pumenengo, Urago d’Oglio, Calcio és Roccafranca községekkel határos.

## Népesség
A település lakossága az elmúlt években az alábbi módon változott:
| Lakosok száma | 5778 | 5783 | 5899 |
|               | 2017 | 2018 | 2023 |